# Timofei Kalachev
Timofeï Sergueïevitch Kalachev (en russe : Тимофей Сергеевич Калачёв) ou Tsimafeï Siarheïevitch Kalatchow (en biélorusse : Цімафей Сяргеевiч Калачоў) est un joueur de football biélorusse, né le 1er mai 1981 à Moguilev (RSS de Biélorussie). Il évolue comme milieu de terrain.

## Biographie

### Carrière en club
Kalachev annonce son départ du FK Rostov après neuf ans et demi au club à la fin de la saison 2018-2019.

### Carrière internationale
Timofei Kalachev commença sa carrière internationale le 18 février 2004, lors d'un match amical face à Chypre et le 2 septembre 2006, il inscrit son premier but face à l'Albanie.

## Statistiques détaillées

### En club
| Saison                | Club                     | Championnat           | Championnat | Championnat | Coupe(s) nationale(s) | Coupe(s) nationale(s) | Compétition(s) continentale(s) | Compétition(s) continentale(s) | Compétition(s) continentale(s) | Total | Total |
| Saison                | Club                     | Division              | M.          | B.          | M.                    | B.                    | Comp.                          | M.                             | B.                             | M.    | B.    |
| 1999                  | Dniepr Veïno             | D2                    | 22          | 4           | -                     | -                     | -                              | -                              | -                              | 22    | 4     |
| Sous-total            | Sous-total               | Sous-total            | 22          | 4           | -                     | -                     | -                              | -                              | -                              | 22    | 4     |
| 2000                  | Dnepr-Transmach Mahiliow | D1                    | 27          | 7           | 1                     | 0                     | CI                             | 4                              | 1                              | 32    | 8     |
| 2001                  | Dnepr-Transmach Mahiliow | D1                    | 22          | 1           | -                     | -                     | -                              | -                              | -                              | 22    | 1     |
| 2002                  | Dnepr-Transmach Mahiliow | D1                    | 25          | 3           | -                     | -                     | -                              | -                              | -                              | 25    | 3     |
| Sous-total            | Sous-total               | Sous-total            | 74          | 11          | 1                     | 0                     | -                              | 4                              | 1                              | 79    | 12    |
| 2003                  | Chakhtior Salihorsk      | D1                    | 30          | 5           | -                     | -                     | CI                             | 4                              | 2                              | 34    | 7     |
| 2003-2004             | Chakhtar Donetsk         | D1                    | 2           | 0           | 1                     | 0                     | -                              | -                              | -                              | 3     | 0     |
| 2003-2004             | Illichivets Marioupol    | D1                    | 3           | 0           | -                     | -                     | -                              | -                              | -                              | 3     | 0     |
| 2005                  | FK Khimki                | D2                    | 28          | 3           | 7                     | 0                     | -                              | -                              | -                              | 35    | 3     |
| Sous-total            | Sous-total               | Sous-total            | 63          | 8           | 8                     | 0                     | -                              | 4                              | 2                              | 75    | 10    |
| 2006                  | FK Rostov                | D1                    | 28          | 2           | -                     | -                     | -                              | -                              | -                              | 28    | 2     |
| 2007                  | FK Rostov                | D1                    | 27          | 2           | 5                     | 0                     | -                              | -                              | -                              | 32    | 2     |
| Sous-total            | Sous-total               | Sous-total            | 55          | 4           | 5                     | 0                     | -                              | -                              | -                              | 60    | 4     |
| 2008                  | Krylia Sovetov Samara    | D1                    | 6           | 1           | -                     | -                     | -                              | -                              | -                              | 6     | 1     |
| 2009                  | Krylia Sovetov Samara    | D1                    | 26          | 5           | -                     | -                     | C3                             | 2                              | 0                              | 28    | 5     |
| Sous-total            | Sous-total               | Sous-total            | 32          | 6           | -                     | -                     | -                              | 2                              | 0                              | 34    | 6     |
| 2010                  | FK Rostov                | D1                    | 17          | 2           | 1                     | 0                     | -                              | -                              | -                              | 18    | 2     |
| 2011-2012             | FK Rostov                | D1                    | 31          | 4           | 4                     | 0                     | -                              | -                              | -                              | 35    | 4     |
| 2012-2013             | FK Rostov                | D1                    | 22          | 3           | 3                     | 0                     | -                              | -                              | -                              | 25    | 3     |
| 2013-2014             | FK Rostov                | D1                    | 26          | 6           | 3                     | 0                     | -                              | -                              | -                              | 29    | 6     |
| 2014-2015             | FK Rostov                | D1                    | 27          | 1           | 1                     | 0                     | C3                             | 2                              | 0                              | 30    | 1     |
| 2015-2016             | FK Rostov                | D1                    | 22          | 0           | -                     | -                     | -                              | -                              | -                              | 22    | 0     |
| 2016-2017             | FK Rostov                | D1                    | 25          | 0           | -                     | -                     | C1+C3                          | 9+3                            | 0                              | 37    | 0     |
| 2017-2018             | FK Rostov                | D1                    | 25          | 4           | -                     | -                     | -                              | -                              | -                              | 25    | 4     |
| 2018-2019             | FK Rostov                | D1                    | 12          | 0           | 2                     | 0                     | -                              | -                              | -                              | 14    | 0     |
| Sous-total            | Sous-total               | Sous-total            | 207         | 20          | 14                    | 0                     | -                              | 14                             | 0                              | 235   | 20    |
| Total sur la carrière | Total sur la carrière    | Total sur la carrière | 453         | 53          | 28                    | 5                     | -                              | 24                             | 3                              | 505   | 61    |

### En sélection

#### Buts en sélection
| Buts en sélection de Timofei Kalachev | Buts en sélection de Timofei Kalachev | Buts en sélection de Timofei Kalachev | Buts en sélection de Timofei Kalachev | Buts en sélection de Timofei Kalachev | Buts en sélection de Timofei Kalachev | Buts en sélection de Timofei Kalachev |
|                                       | Date                                  | Lieu                                  | Adversaire                            | Score                                 | Résultat                              | Compétition                           |
| ------------------------------------- | ------------------------------------- | ------------------------------------- | ------------------------------------- | ------------------------------------- | ------------------------------------- | ------------------------------------- |
| 1.                                    | 2 septembre 2006                      | Stade Dinamo, Minsk                   | Albanie                               | 1-0                                   | 2-2                                   | Éliminatoires Euro 2008               |
| 2.                                    | 24 mars 2007                          | Stade Josy-Barthel, Luxembourg        | Luxembourg                            | 1-0                                   | 2-1                                   | Éliminatoires Euro 2008               |
| 3.                                    | 1er avril 2009                        | Astana Arena, Astana                  | Kazakhstan                            | 2-1                                   | 5-1                                   | Éliminatoires Coupe du monde 2010     |
| 4.                                    | 1er avril 2009                        | Astana Arena, Astana                  | Kazakhstan                            | 4-1                                   | 5-1                                   | Éliminatoires Coupe du monde 2010     |
| 5.                                    | 6 juin 2009                           | Stade Neman, Grodno                   | Andorre                               | 2-0                                   | 5-1                                   | Éliminatoires Coupe du monde 2010     |
| 6.                                    | 10 octobre 2009                       | Stade Dinamo, Brest                   | Kazakhstan                            | 2-0                                   | 4-0                                   | Éliminatoires Coupe du monde 2010     |
| 7.                                    | 10 octobre 2009                       | Stade Dinamo, Brest                   | Kazakhstan                            | 4-0                                   | 4-0                                   | Éliminatoires Coupe du monde 2010     |
| 8.                                    | 10 septembre 2013                     | Stade central, Gomel                  | France                                | 2-1                                   | 2-4                                   | Éliminatoires Coupe du monde 2014     |
| 9.                                    | 12 octobre 2014                       | Borisov Arena, Borisov                | Slovaquie                             | 1-1                                   | 1-3                                   | Éliminatoires Euro 2016               |
| 10.                                   | 27 mars 2015                          | Philip II Arena, Skopje               | Macédoine du Nord                     | 1-1                                   | 2-1                                   | Éliminatoires Euro 2016               |

NB : Les scores sont affichés sans tenir compte du sens conventionnel en cas de match à l'extérieur (Biélorussie-Adversaire)

### Palmarès
FK Khimki
- Finaliste de la Coupe de Russie en 2005.

 FK Rostov
- Vice-champion de Russie en 2016.
- Vainqueur de la Coupe de Russie en 2014